# Den stora depressionen

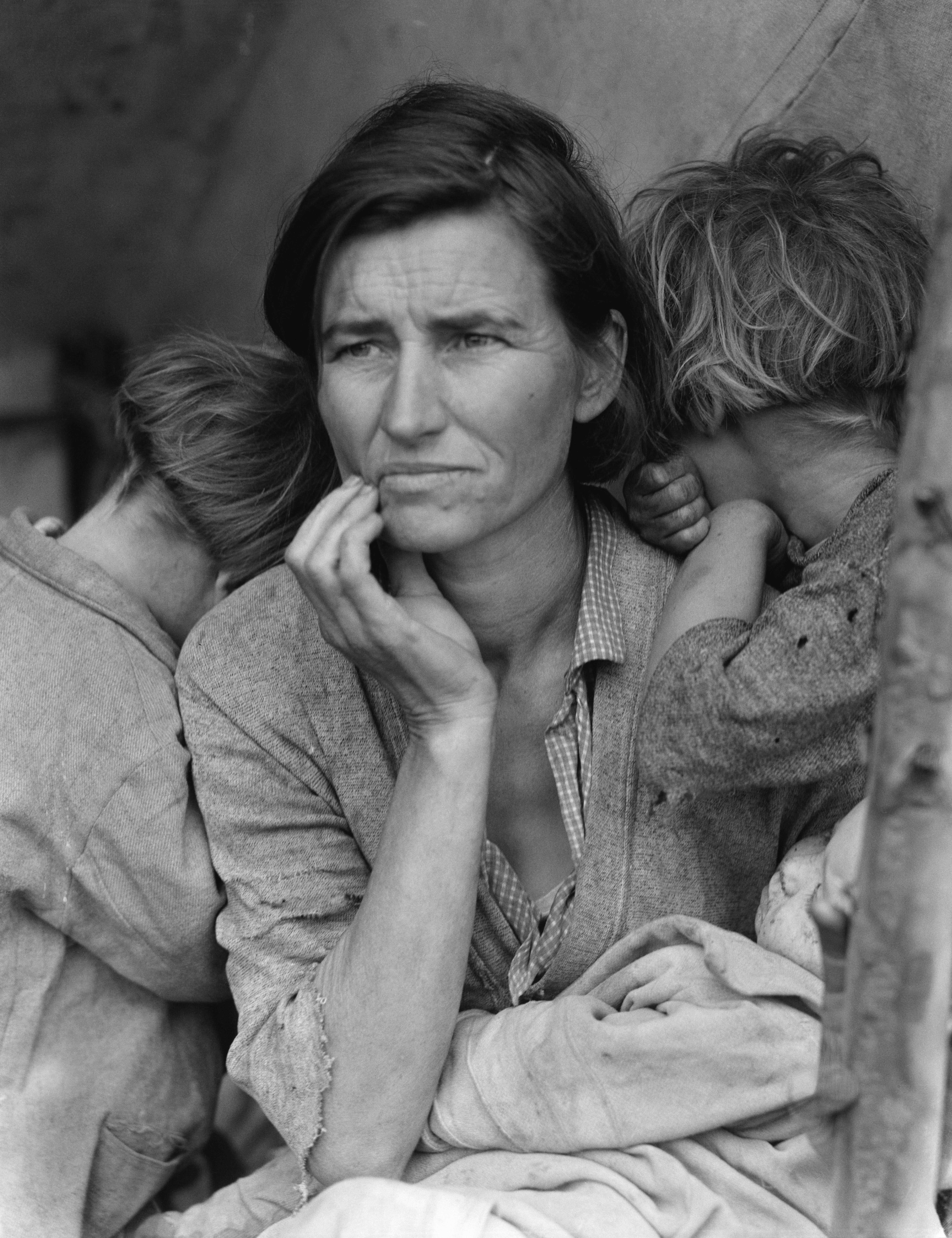
Dorothea Langes foto Migrant Mother (taget i Nipomo i Kalifornien) avbildar Florence Owens Thompson vårvintern 1936.

Den stora depressionen var en lågkonjunktur som följde efter den stora Wall Street-kraschen i New York i USA den 24 oktober 1929. Från USA spred den sig snabbt till Europa och andra delar av världen, med förödande effekter i såväl I-länder som U-länder. Den internationella handeln sjönk kraftigt, liksom personlig inkomst, skatteinkomster, priser och vinster. Detta drabbade städer över hela världen, inte minst de som förlitade sig på tung industri. Byggandet avstannade i flera länder, bondgårdar och andra jordbruksområden påverkades då priset för deras skördar sjönk med mellan 40 och 60 procent, och efterfrågan på gruvarbetare och skogsarbetare sjönk kraftigt samtidigt som det fanns få andra anställningsalternativ. Den stora depressionen slutade vid olika tidpunkter i olika länder; majoriteten av länderna som drabbades satte upp olika biståndsprogram för att klara krisen. 

## Bakgrund
Den stora depressionen var inte en plötslig kollaps; nedgången kom i omgångar under en period av tre år och nådde sin absoluta botten i mars 1933. I början av 1930 var krediten stor och fanns tillgänglig för låga priser, men utnyttjades av få eftersom många hushåll inte kunde ta på sig fler skulder. Bilförsäljningen sjönk under 1928 års nivå i slutet av maj 1930. Lönerna låg på stabil nivå tills de började gå ner 1931. Omständigheterna var värst i jordbruksområdena, där priset på handelsvarorna sjönk, och i gruv- och skogsindustrin, där arbetslösheten var stor och det fanns få jobbalternativ. Nedgången i den amerikanska industrin påbörjade nedgången i de flesta andra länderna; interna svagheter eller styrkor i de olika länderna bestämde dock hur hårt drabbade de blev av krisen.
Aktiekrascher inträffade i Österrike i maj 1931, i Tyskland sommaren 1931 samt i Storbritannien i september 1931. Storbritannien tvingades då överge guldmyntfoten, vilket ledde till att ett stort antal länder (däribland Sverige) tvingades följa efter. Sovjetunionen var ett av de få länder som klarade sig undan depressionen, och i stället upplevde en högkonjunktur under början av 1930-talet.

## Börskraschen

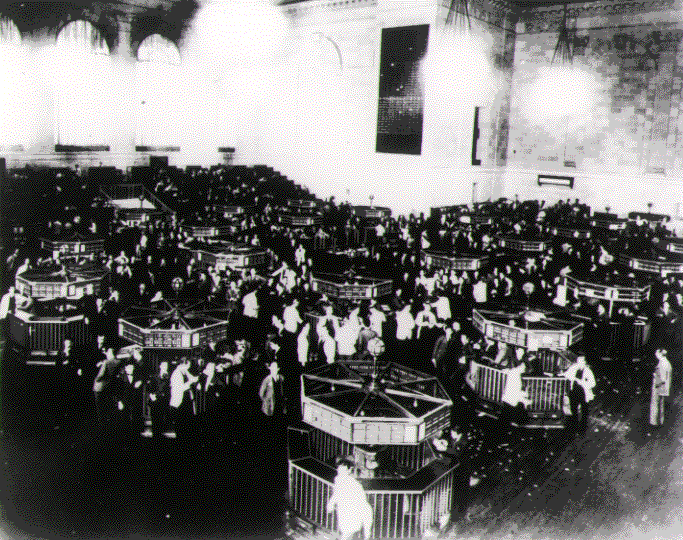
Börsen i New York 1930, sex månader efter kraschen.

Tiden före börskraschen steg aktiekurserna kraftigt, varpå miljoner personer köpte aktier. Den ökade investeringen drev i sin tur upp kurserna till spektakulärt höga nivåer och skapade starka förväntningar på ytterligare uppgångar. Småsparare, företag och banker satsade allt större del av sina tillgångar, medan lån beviljades till höga räntor för att kunna finansiera ytterligare investeringar på börsmarknaden.
Aktiekurserna nådde sin högsta nivå den 3 september 1929. Därefter började marknaden bli instabil med både upp- och nedgångar; detta stävjde dock inte aktiespekulationerna. Den 24 oktober 1929, den så kallade Svarta torsdagen, dök börsen då säljpanik uppstod. På en dag bytte rekordmånga 13 miljoner aktier ägare. Fredagen och lördagen dämpades börsraset något, men på måndagen och tisdagen fortsatte det. Tisdagen den 29 oktober 1929 sattes nytt säljrekord, varpå börsvärdet föll med cirka 40 %. Folk tog ut kontanter vilket ledde till att bankerna höjde räntorna. Företag och banker gick i konkurs, och massarbetslöshet utbröt. Många småsparare fick lämna sina hem och gårdar eftersom de inte längre kunde betala de höga låneräntorna, och för att banker som var på väg mot konkurs inte förlängde lånen.

## Effekter

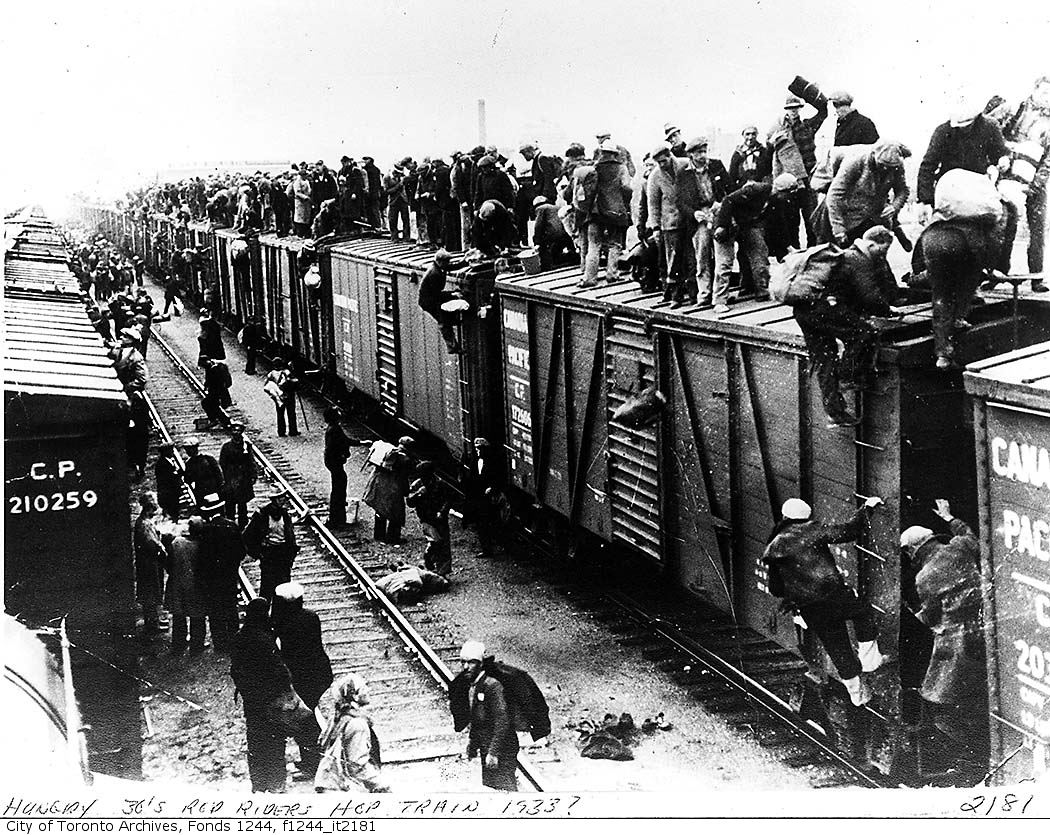
Ett tåg i Kanada med arbetslösa män.

### Norge
I Norge inträdde en lågkonjunktur. Då Arbeiderpartiet bildade regering 1935 infördes omfattande socialpolitiska reformer.

### Sverige
I Sverige ökade arbetslösheten; i synnerhet gruv- och skogsindustrierna i Norrland drabbades hårt. När Sveriges socialdemokratiska arbetareparti bildade regering 1932 satsade de på socialpolitiken, bland annat genom så kallade "nödhjälpsarbeten". Samma år inträffade även Kreugerkraschen, som var en ekonomisk kris med förödande effekter för många banker, företag och privatpersoner, orsakad av Kreugerkoncernens ekonomiska sammanbrott och konkurs 1932.

### Tyskland
I och med börskraschen upphörde i praktiken de amerikanska utlandsinvesteringarna. USA började också kräva tillbaka de pengar som Tyskland hade lånat från amerikanska banker för att betala av på landets krigsskadestånd från första världskriget. Det stora Tysklandslånet (som hade konstruerats av Ivar Kreuger i samarbete med de svenska och amerikanska regeringarna något år före börskraschen 1929, för att i någon mån råda bot på fattigdomen under slutet av 1920-talet) blev klart och utbetalades 2 dagar efter börskraschen. Tyskland kom trots Tysklandslånet och ytterligare stödlån (bland annat det så kallade Young-lånet 1930) att drabbas hårdare än något annat europeiskt land av depressionen i början av 1930-talet. Många företag gick i konkurs och sex miljoner människor blev arbetslösa. Medelklassen, som just återhämtat sig från inflationen på 1920-talet, fick åter se sin tillvaro slagen i spillror.
På grund av dessa påfrestningar föll den tyska demokratin in i en djup kris. Partier splittrades, vilket gjorde det omöjligt att bilda handlingskraftiga regeringar, och landet styrdes i stor utsträckning med hjälp av en undantagsparagraf i konstitutionen som gav presidenten rätt att sätta sig över de demokratiska besluten. Misstron växte mot de etablerade politikerna, och allt fler satte i stället sitt hopp till partierna på höger- och vänsterkanten.
På vänstersidan nästan fördubblade kommunisterna sitt antal medlemmar till 100 mandat i riksdagen 1932. De tolkade den ekonomiska krisen som ett tecken på det kapitalistiska systemets fall. I sin propaganda pekade de på hur bra det gick för Sovjetunionen, som genomgick en snabb industrialisering, samtidigt som västvärlden drabbades av arbetslöshet. Kommunisterna försökte på så sätt vinna väljare inom arbetarrörelsen inför den kommande revolutionen. Arbetarrörelsen var dock splittrad på grund av en stark motvikt av högerextrema sympatier i form av Nationalsocialistiska tyska arbetarpartiet. Åren 1928-1932 ökade antalet nazister i den tyska riksdagen från 12 till 230 mandat, och blev så det största partiet i Tyskland. 

### USA
I USA gick många företag i konkurs med stor arbetslöshet som följd. Många människor hade inte råd att betala räntor och tvingades sälja sina ägodelar. Som svar på krisen lanserade Roosevelt "The New Deal" som innebar stora offentliga ingrepp i ekonomin. Hans tanke var att höja efterfrågan i samhället och på så sätt minska arbetslösheten; detta gjordes bland annat genom utbyggnaden av dammar och andra kraftstationer. En annan viktig del av "The New Deal" var att ge arbetslöshetsunderstöd och bidrag till jordbrukarna. Vid introduktionen i början av 1933 var 15 miljoner människor arbetslösa; en siffra som sjunkit till sju miljoner människor 1937. Den höga arbetslösheten upphörde först när USA gick med i andra världskriget.

## Återupprustning och återhämtning
Flera länder gick igenom en massiv återupprustning för att motverka hotet från Nazityskland. Detta medförde att flera europeiska ekonomier återhämtade sig under åren 1937-1939. 1937 hade till exempel arbetslösheten i Storbritannien sjunkit till 1,5 miljoner, vilken senare försvann helt när soldater började mobiliseras efter krigets utbrott 1939.
I USA spenderades så mycket pengar på kriget att BNP fördubblades och motverkade depressionens effekter. Affärsmän ignorerade de hårda skatter och ökande skulder landet fick, och fördubblade sina insatser för att dra fördelarna av de generösa kontrakt som satts upp av den federala regeringen.[källa behövs] Det amerikanska folket accepterade ransonering och priskontroller för första gången som ett sätt att visa sitt stöd för krigsarbetet. Priserna i ammunitionskontrakt garanterade affärsmän en vinst oavsett om de anställde ett flertal mediokra arbetare eller om de använde ineffektiv teknik. Affärsmännen anställde därför alla personer de kunde hitta; vissa arbetsgivare körde även lastbilar upp- och nedför gatorna för att hitta personer som kunde ta jobb hos dem. Nya arbetare behövdes för att ersätta de 11 miljoner män i arbetsför ålder som tjänstgjorde i den amerikanska armén. Genom detta förstorades regeringens roll i den nationella ekonomin, från att ha utgjort 3 % av BNP till att tredubblas.